# 王様と下僕
王様と下僕（おうさまとげぼく）は、5人組のヘヴィメタル・バンド。

## 概要
自称「社会派うそメタル」バンド。1993年頃王様を中心に原型となるバンド「王様」を結成。その後メンバーチェンジを繰り返し1996年王様・下僕1号・下僕2号により「王様と下僕」に改名。略称は「OG」。初期の設定によると「人間どもの健康と安らぎを願って下僕4人が魔界から東中野へ転生」との事。
楽曲についてはヘヴィメタルを基本とするがメタルの枠に捕われない曲も多い。歌詞はメンバーが肉好き・食欲旺盛の為肉や食に関する曲が多い。
2002年後半よりライブがドラマ仕立てになっている。通常のMCを入れるタイミングで王様の語りが入り、その間を曲が埋めるスタイルである。
不定期で「肉ビート」と呼ばれる主催イベントを開催。ヘヴィメタルバンド以外にも石井明美等が共演。
またメンバーがライブ欠席等の際にポジションチェンジが頻繁に行われる。確認されたもので下僕1号(G)→(B)、下僕5号(Key)→(B)(Dr)、下僕7号(B)→(G)。

## メンバー
- 王様 (Vo/G)
- 下僕1号 (G)→ 2014年よりベースに転向。
- 下僕2号 (Dr)
- 下僕5号 (Key)
- 下僕7号 (B)→2014年よりギターに転向。

### 元メンバー
- 下僕3号 (B)
- 下僕4号 (Dr)
- 下僕マダム号 (Key)

## 来歴
- 1993年 - スラッシュメタルを意識した4人編成の原型になるバンド「王様」を結成する。
- 1996年 - 王様・下僕1号・下僕2号で「王様と下僕」結成。
- 1997年 - 下僕3号が加入。
- 1998年 - イベント「雅」を企画。
- 2000年 - 韓国で遠征ライブ。
- 2001年 - 神奈川TVの「ULF-TV」出演。名古屋ローカルTVの音楽番組に出演。
- 2002年 - 下僕マダム号脱退。下僕5号加入。
- 2003年 - 下僕3号脱退。下僕7号加入。

## ディスコグラフィー

### オリジナルアルバム
demon demo (1998)
- 収録曲

1. ゴキブリブリブリ
2. ドコモのポケベル
3. 男の幸せ
4. レプリカントサザエさん

devil demo (1999)
- 収録曲

1. 肉割れ
2. 毛虫に恋する5秒前
3. テリっ娘にしてりんこ
4. オーバーステイの女

evil demo (2001)
- 収録曲

1. 肉ビート
2. 鬼苦
3. 肉どろぼう
4. 肉声

肉DAYS (2007)
- 収録曲

1. 肉体之門
2. 肉大学
3. ループ、肉

Meatlogy (2009)
- 収録曲

1. ビッグゴールドスター
2. 毛虫に恋する5秒前（2009Ver）
3. 便利な野菜
4. 牛のえさ

positive-depression (2013)
- 収録曲

1. 肉の掟
2. イバラタメ
3. NNYNY

### オムニバスアルバム
Indies race2（1999）
- 「オーバーステイの女」で参加。

V.A.雅（2000)
- 「肉割れ」「毛虫が恋する五秒前」「肉触」「肉林」で参加。

### ベストアルバム
Meat years 1999-2003（2011）
- 収録曲

1. 肉割れ
2. 毛虫に恋する5秒前
3. オーバーステイの女
4. 肉ビート
5. 鬼苦
6. 肉泥棒
7. 肉声
8. 哀肉
9. 肉 see me
10. キリオトシ
11. 肉体の門
12. 肉大学
13. ループ、肉
14. 肉林（LIVE）

### その他
キリオトシ（2002）
- 「OG・SSの爆音膣痙攣」で配布。
- 収録曲

1. キリオトシ

王様と下僕無料配布CD（2003）
- 「肉ビート Vol.3」で配布。
- 収録曲

1. 肉体の門
2. 哀肉
3. 肉 see me
4. 切り落とし
5. 肉割れ（2003Ver）
6. 交響組曲第29番変ニク短調「肉」作品29（但し、配布されたCDのうち3枚のみ）

### アルバム未収録曲
- I love メロコア（初期にライブでのみ演奏）
- ブルータル東中野（初期にライブでのみ演奏）
- ニクヅキ（2005年頃ライブでのみ演奏）